# Небельберг
Небельберг (нем. Nebelberg) — коммуна (нем. Gemeinde) в Австрии, в федеральной земле Верхняя Австрия. 
Входит в состав округа Рорбах.  Население составляет 619 человека (2014 года). Занимает площадь 9.15 км². Официальный код  —  41 320.

## Политическая ситуация
Бургомистр коммуны — Отто Пфайль (АНП) по результатам выборов 2003 года.
Совет представителей коммуны (нем. Gemeinderat) состоит из 13 мест.
- АНП занимает 9 мест.
- СДПА занимает 4 места.